# شيبان (أرومية)
شيبان هي قرية في مقاطعة أرومية، إيران. يقدر عدد سكانها بـ 357 نسمة بحسب إحصاء 2016.